# Pablo Heras-Casado

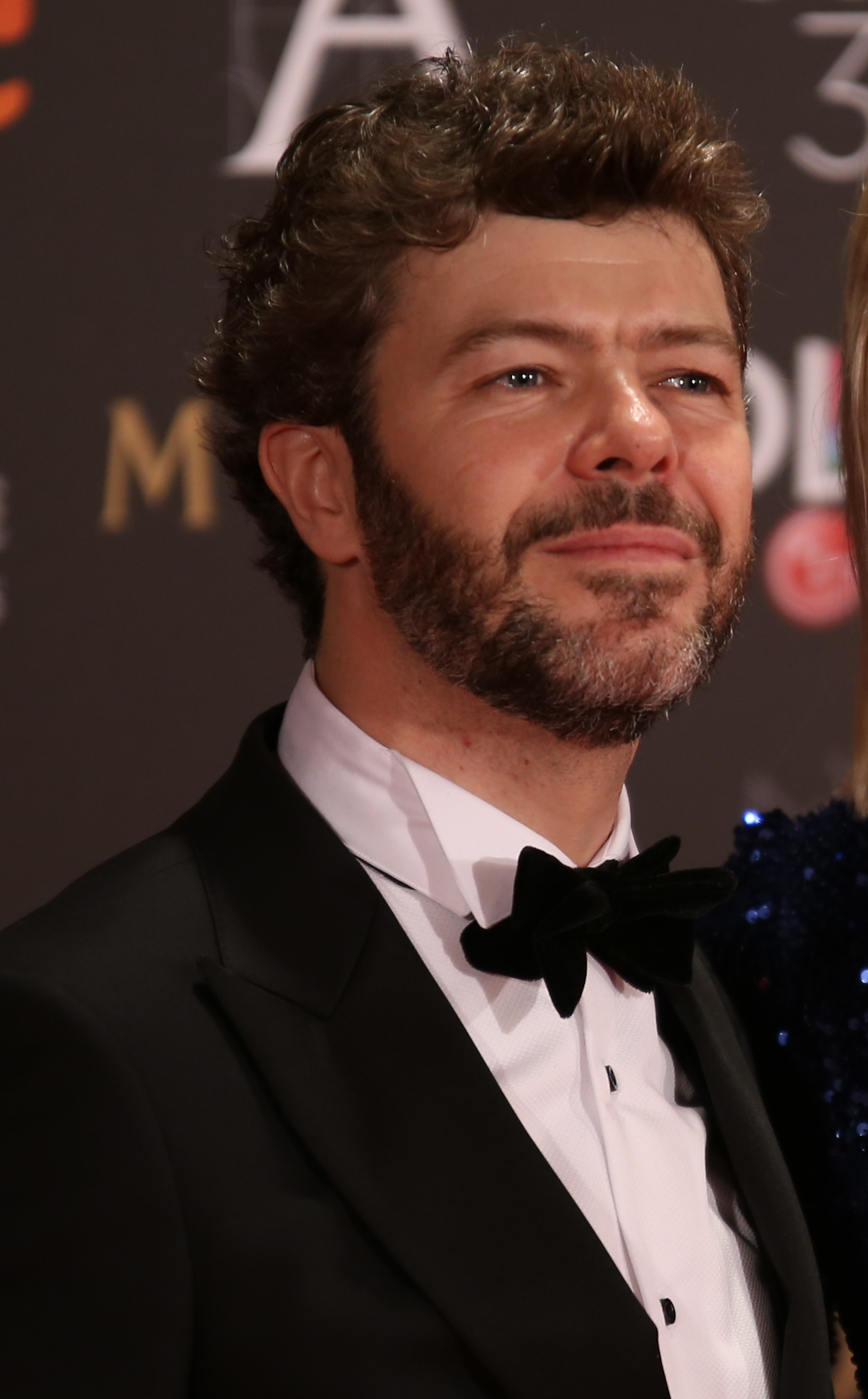
Pablo Heras-Casado in 2017

Pablo Heras-Casado (Granada, 21 november 1977) is een Spaans dirigent. 

## Opleiding
Heras-Casado volgde het conservatorium in Granada. Aan de universiteit van Granada studeerde hij kunst en geschiedenis. Zijn opleiding tot dirigent vervolledigde hij aan de Universidad de Alcalá de Henares. Onder zijn leermeesters waren Christopher Hogwood en Harry Christophers. 

## Levensloop
Het repertoire van dirigent Pablo Heras-Casado bestrijkt de grote symfonische werken en opera’s, zowel met historisch geïnformeerde uitvoeringen als op modern instrumenten, van barok tot hedendaags. 
In het seizoen 2017/2018 keerde Heras-Casado terug naar de Staatskapelle Berlin waar hij debuteerde in de Boulezsaal en trad onder andere ook op met het London Philharmonic Orchestra, St. Luke's Orchestra waar hij van 2011 tot 2017 chef-dirigent was, Berliner Philharmoniker, Wiener Philharmoniker. 
In 2018 werd hij aangesteld als directeur van het Granada Festival en was hij eerste gast-dirigent aan het Teatro Real in Madrid. Hij werkt reeds lang samen met het Freiburger Barockorchester en maakte talrijke tournees en cd-opnames met het ensemble. 
In januari 2019 zal Heras-Casado Wagners ‘Das Rheingold’ dirigeren aan het Teatro Real in Madrid, waarmee hij zijn allereerste ringcyclus begint.  
Heras-Casado dirigeerde een groot aantal cd-opnamen die bekroond werden met prijzen, waaronder de Preis der Deutschen Schallplattenkritik, Diapason d’Or, en een Grammy. 

## Prijzen en onderscheidingen
- 2007: Winnaar Lucerne Festival Conductor's Competition
- 2011: Diapason d'Or voor de opname van Kurt Weill's 'Rise and Fall of the City of Mahagonny'
- 2011: Medal of Honour by the Rodríguez Acosta Foundation, Spanje
- 2012: Medal of Honour of the City of Granada, Spanje
- 2014: Musical America's Conductor
- 2016: Deutschen Schallplattenkritik
- 2017: Orchestra of St. Luke’s first Conductor Laureate

## Discografie[2]
- 2013: Schubert - Symphonies Nrs. 3 & '
- 2014: Felix Mendelssohn-Bartholdy - Symphonie Nr. 2 'Lobegesang'
- 2014: El Maestro Farinelli
- 2015: Robert Schumann - Piano Concerto, Piano Trio Nr. 2
- 2015: Praetorius
- 2016: Mendelssohn - Symphonies Nrs. 3 & 4
- 2016: Schumann - Cello Concerto, Piano Trio Nr.1
- 2016: Sjostakovitsj - Cello Concertos Nrs. 1 & 2
- 2017: Tsjaikovski - Symphony Nr. 1 Op. 13, The Tempest Op. 18
- 2017: Mendelssohn - Vioolconcerto, Symphony Nr. 5
- 2017: Monteverdi - Selva morale e spirituale
- 2018: Bartok - Concerto for Orchestra, Piano Concerto Nr. 3
- 2018: Debussy - La Mer, Le Martyre de Saint Sébastion, Symphonic Fragments